# محرشفة العرف الكوماروفية
محرشفة العرف الكوماروفية (الاسم العلمي:Lepidolopha komarowii) هي نوع من النباتات تتبع جنس محرشفة العرف من الفصيلة النجمية.